# Авентин (сын Геркулеса)
Авенти́н (лат. Aventinus) — персонаж римской мифологии, сын Геркулеса и жрицы Реи. Персонаж «Энеиды» Вергилия, в которой изображён как союзник Турна.

## Авентин в «Энеиде»
Авентин упоминается только в одном источнике — в «Энеиде» Вергилия, где он фигурирует как союзник рутульского царя Турна перед битвой с троянцами. Согласно этой поэме, Авентин был сыном жрицы Реи, жившей в Лации. Геркулес, возвращаясь в Грецию через Италию после похищения коров Гериона, встретил Рею на берегу Тибра. Позже она тайно родила сына в лесу на Авентинском холме. Антиковед Р. Паркс считает, что в римской мифологии великан Как мог похитить стадо Геркулеса именно во время зачатия Авентина.
В изображении Вергилия Авентин, подобно отцу, одет в львиную шкуру, а голова льва служит ему шлемом. Щит Авентина в память о Геркулесе украшен изображением Лернейской гидры, оплетённой сотней змей. Воины Авентина вооружены копьями, шестами с железным оконечьем, круглыми клинками и сабинскими дротиками. После своего появления среди союзников Турна этот герой больше не упоминается в поэме.

## Мнения учёных
Антиковеды полагают, что Вергилий сам придумал героя, взяв имя одного из римских холмов, или использовал какой-то малоизвестный источник. Исследователь А. Грандаззи считает, что Вергилий хотел использовать в своей поэме образ легендарного правителя, похороненного на Авентинском холме, но из-за хронологических противоречий не мог сделать такого персонажа царём Альба-Лонги. Поэтому Авентин изображён как сын Геркулеса. Скорее всего, поэт обосновывал такое родство близостью расположения гробницы царя Авентина и Великого алтаря Геркулеса.
Р. Паркс, анализируя образ Авентина, указывает на его двойственность. С одной стороны, он показан как настоящий наследник Геркулеса: убийца чудовищ и победитель в гонках колесниц. В то же время изображение гидры на его щите можно трактовать так, что он — одно из чудовищ, которых должен победить новый герой, Эней. Паркс предположила, что в «пальму стяжавшей» колеснице Авентина были запряжены кони Диомеда.
Российский исследователь А. Кузнецов относит образ Авентина к «неразрешимым загадкам» «Энеиды». Сын Геркулеса представлен как герой первостепенной важности и подобно Энею носит львиную шкуру, но далее в тексте поэмы не упоминается.
В. У. Фаулер предположил, что строки 664—668 «Энеиды» относятся уже не к Авентину, а к сабинскому герою Уфенту. Исследователь указывает на диссонанс в описании сына Геркулеса. Изначально Авентин едет на боевой колеснице в парадном облачении, а потом он неожиданно оказывается идущим пешком в звериной шкуре, посреди солдат с сабинским оружием. По мнению Фаулера, путаница произошла из-за первых редакторов поэмы. Возможно, причина в том, что сабинянин, подобно Геркулесу, был одет в львиную шкуру.